# Pål Angelskår
 (mars 2022).
Si vous disposez d'ouvrages ou d'articles de référence ou si vous connaissez des sites web de qualité traitant du thème abordé ici, merci de compléter l'article en donnant les références utiles à sa vérifiabilité et en les liant à la section « Notes et références ».
Pål Angelskår, né en 1973, est un musicien norvégien originaire d'Oslo.

## Biographie
Principalement connu comme l'auteur-compositeur et chanteur du groupe Minor Majority depuis l'an 2000,  il a aussi été membre du groupe Reverend Lovejoy.
En 2011, il publie un recueil de poésie en norvégien : I sommer skal jeg gifte meg med Cecilie.
En 2012, il sort son premier album solo,  Follow Me (album).
En 2014, il publie son deuxième ouvrage, un recueil de nouvelles : Er vi venner igjen ?
En 2015, il sort son deuxième album solo, The Cellar Door Was Open, I Could Never Stay Away.

## Discographie

### Avec Reverend Lovejoy
- Another Time, Another Place  (Norvège : 1998)
- Polo is not the issue darling, Champagne is! (Norvège : 2000)
- Way Past Sorry (Norvège : 2003)

### Avec Minor Majority
- Walking Home From Nicole's (Norvège : 25/11/2001)
- If I Told You, You Were Beautiful (Norvège : 29/10/2002 – France : 28/02/2005)
- Up For You & I (Norvège : 15/01/2004 – France : 13/05/2004)
- Reasons To Hang Around (Norvège : 23/01/2006 – France : 10/04/2006)
- Candy Store (Norvège : 20/08/2007 - France : 18/02/2008)
- Either Way I Think You Know (Norvège : 05/10/2009 - France : 12/04/2010)

### En solo
- Follow Me (album) (Norvège : 03/09/2012 - France : 10/10/2012)
- The Cellar Door Was Open, I Could Never Stay Away (Norvège : 28/08/2015)

## Livres
- I sommer skal jeg gifte meg med Cecilie  (2011 - En norvégien)
- Er vi venner igjen ? (2014 - En norvégien)